# Ash (Surrey)
Pour les articles homonymes, voir Ash.
Ash est un village et une paroisse civile du Surrey, en Angleterre.